# Hem (rivier)
De Hem is een riviertje in Noord-Frankrijk. Hij ontspringt in Surques, komt door Licques, Tournehem-sur-la-Hem, en mondt uit in de Aa te Hennuin.
De belangrijkste zijriviertjes zijn de ruisseau de Loquin, de ruisseau de Sanghem, de ruisseau de Licques en de ruisseau de Bainghen.
- Virtual International Authority File: 141924036